# Schenk gyakorlati módszere
A Schenk gyakorlati módszere magántanulásra – a nyelvnek szóban, írásban és olvasásban tanító nélkül való alapos elsajátítására egy, a Schenk Ferenc (1853–1930) könyvkereskedő gondozásában kiadott, 1911-től az 1940-es évekig megjelentetett könyvsorozat. A sorozat kereteiben kiadott, egyenként általában 120-160 oldalas, varrott papírkötésű kötetekből alapvető nyelvi tudást lehetett elsajátítani autodidakta módon. Schenk később zsebszótárakat, zsebnyelvtanokat és kéziszótárakat is kiadott.

## Kiadványok

### Nyelvkönyvek
| Cím                | Szerző(k)                      | Megjelenés éve | Oldalszám |
| ------------------ | ------------------------------ | -------------- | --------- |
| Német nyelvtan     | Altai Rezső                    | 1911           | 159       |
| Francia nyelvtan   | Dr. Honti Rezső                | 1912           | 158–160   |
| Angol nyelvtan     | Dr. Germanus Gyula             | 1913           | 158       |
| Ungarisch          | Altai Rezső                    | 1915           | 158       |
| Olasz nyelvtan     | Dr. Honti Rezső                | 1917           | 128       |
| Román nyelvtan     | Pop Ioan N.                    | 1919           | 125       |
| Gramatica Maghiară | Alexics György                 | 1919?          | 128       |
| Tót nyelvtan       | Podhradszky György, Mányik Pál | 1920           | 64–154    |
| Spanyol nyelvtan   | Dr. Honti Rezső                | 1921           | 160       |

### Szótárak
| Cím                                                   | Szerző             | Első kiadás éve | Oldalszám |
| ----------------------------------------------------- | ------------------ | --------------- | --------- |
| Magyar-német és német-magyar kéziszótár               | Dr. Altai Rezső    | 1917            | 409       |
| Magyar-angol és angol-magyar kéziszótár               | Latzkó Hugó        | 1920            | 320       |
| Magyar-szlovák-cseh és szlovák-cseh-magyar kéziszótár | Mányik Pál         | 1920            | 134       |
| Magyar–olasz és olasz–magyar kéziszótár               | Dr. Honti Rezső    | 1920            | 302       |
| Magyar–francia és francia–magyar kéziszótár           | Dr. Hegedüs Izidor | 1921            | 416       |